# 154ª Divisione fanteria "Murge"
La 154ª Divisione fanteria "Murge" fu una grande unità di fanteria del Regio Esercito durante la seconda guerra mondiale.

## Storia
Le origini della divisione risalgono alla Brigata "Murge" della prima guerra mondiale, costituita il 26 febbraio 1917 su 259º e 260º Reggimento fanteria e smobilitata nel luglio 1919. Nel 1926 venne ricostituita su base ternaria come Brigata di Fanteria delle Murge (XXIII) su 9º Reggimento fanteria "Regina", 10º Reggimento fanteria "Regina" e 47º Reggimento addestramento volontari "Ferrara", e nel 1934 fornisce la componente di fanteria della Divisione di Fanteria delle Murge, sciolta nel 1939.
A partire dal 1941, durante la seconda guerra mondiale, vennero costituite le divisioni di fanteria da occupazione; si trattava di normali divisioni di fanteria, prive della legione di camicie nere, le cui dotazioni prevedevano un numero inferiore di artiglierie ma una quantità maggiore di mitragliatrici. La denominazione "da occupazione" venne abolita nel 1942, ma rimasero comunque immutate le loro caratteristiche di organica e gli scopi operativi.
Il 1º dicembre 1941 viene costituita, inquadrata nel VI Corpo d'armata, la 154ª Divisione fanteria di occupazione "Murge", con in organico il 259º Reggimento fanteria "Murge", il 260º Reggimento fanteria "Murge" ed il 154º Reggimento artiglieria "Murge". Dopo l'invasione della Jugoslavia, dal 5 aprile 1942 la grande unità viene destinata all'occupazione dell'Erzegovina, dove si schierano a presidio di Mostar, Jablanica, Konjic, Cacko e Nevesinje. Costantemente impegnate contro la guerriglia partigiana, nella sanguinosa battaglia della Neretva del febbraio 1943 contro l'Esercito Popolare di Liberazione della Jugoslavia subisce gravi perdite, con il 259º Reggimento quasi distrutto; i capisaldi di Prozor, Jablanica e Drežnica sono attaccati e travolti dai partigiani della 2ª Brigata proletaria serba e della 5ª Brigata proletaria montenegrina.
La divisione viene riorganizzata dopo la sconfitta ricevendo il 311º Reggimento fanteria "Casale", continua la lotta anti-partigiana nella regione della Lika, per trasferirsi poi, nel maggio 1943, sulle coste tra Ragusa e Trebinje con compiti di difesa costiera. Colta dall'armistizio di Cassibile tra Signo e Buccari, riesce a raggiungere Fiume il 14 settembre, dove la 154ª Divisione fanteria "Murge" si sciolse.

## Ordine di battaglia: 1942
- Comando della fanteria divisionale (Gen. B. Luigi Gherzi dal 20 luglio 1942)
- 259º Reggimento fanteria "Murge"
- 260º Reggimento fanteria "Murge"
- 154º Reggimento artiglieria "Murge"
- CLIV Battaglione mitraglieri
- CIII Battaglione mitraglieri (autocarrato, di complemento)
- CLIV Battaglione misto genio
  - 154ª Compagnia genio artieri
  - 254ª Compagnia mista telegrafisti/marconisti
- 136ª Sezione sanità
- una sezione sussistenza
- 119 ª Autosezione
- 118ª Sezione CC.RR.
- 119ª Sezione CC.RR.

## Ordine di battaglia: 1943
- 260º Reggimento fanteria "Murge"
- 311º Reggimento fanteria "Casale"
- 154º Reggimento artiglieria "Murge"
  - un gruppo da 75/27
  - un gruppo da 100/22
- CIII Battaglione mitraglieri (autocarrato, di complemento)
- CLIV Battaglione mortai
- CLIV Battaglione misto genio
  - 154ª Compagnia genio artieri
  - 254ª Compagnia mista telegrafisti/marconisti
- Servizi divisionali
- Truppe d'Armata assegnati alla divisione:
  - LXVI Gruppo artiglieria d'Armata da 152/13
    - due batterie

  - 1ª Compagnia G.a.F.
  - 2ª Compagnia G.a.F.
  - 10ª Compagnia G.a.F.
  - 2ª Compagnia/CCXLIX Battaglione territoriale mobile
  - uno squadrone carri L/I Gruppo Carri Leggeri "San Giusto"

## Comandanti (1941-1943)
- Gen. D. Paride Negri 1°.12.1941- 28.2.1943;
- Gen. B. Luigi Gherzi (int.) 7.1.- 22.2.1943 -1°.3.- 9.3.1943;
- Gen. B. Bartolomeo Pedrotti (int.) 10.3.-10.5.1943;
- Gen. D. Edoardo Quarra Sito 11.5.- 14.9.1943.

## C.R.O.W.C.A.S.S.
I nomi dei seguenti 9 appartenenti alla divisione Murge figurano nell'elenco CROWCASS compilato dagli Alleati anglo-americani (Central Registry of War Criminals and Security Suspects) (1947) delle persone ricercate dalla Jugoslavia per crimini di guerra:
(Name) CANINO Ignacio - (C.R. File Number) 190912 - (Rank, Occupation, Unit, Place and Date of Crime) O.C. Italian Army, 259 Regt. of "Murge" Div., Trebine, Boski, Jubine (Yugo.) 43 - (Reason wanted) Murder  - (Wanted by) Yugo.
CIRILO Antonio - 190933 - Lt. Col., Italian Army, 51 Regt. of Murge-Div., Trebinje (Yugo.) 42-43 -  Murder - Yugo.
ROCI Viciano - 191080 - Lt., It. Army, 259 Regt., "Murge"-Div., Trebinje, Ljiubine (Yugo.) 42-43 - Murder - Yugo.
ROSATI - 191086 - Lt., Italian Army, Murge Div., 51 Rgt., Trebinje (Yugo) 42-43 - Murder - Yugo.
SAVIOLA Giorgio - 191095 - Lt.Col., Italian Army, 51 Rgt. of Murge, Prison, Trebuje Area (Yugo) 42-43 - Murder - Yugo.
SOLDANO Vincenzo - 191111 - Major, 259 Regt., "Murge"-Div., Trebinje Iboski Sume Ljubine Ljubomir (Yugo.) 42-43 - Murder - Yugo.
SPOLETI (or SPALATINI) - 191117 - Lt., 51 Regt. of "Murge"-Div., Iboski, Ljubine, Sume (Yugo.) 42-43 - Murder - Yugo.
TONETI (or CAPELINI) - 191130 - Capt., Ital.Army, 51 Rgt. of "Murge" Div., Trebinje Area, Villages of Iboski, Ljubine, Sume, Ljubomir (Yugo.)  42-43 - Murder - Yugo.
Verdi Hugo - 191137 - Col., Italian Army, 51 Rgt. of Murge Div., Sibenik (Yugo.) 41-43 - Murder - Yugo.